# Li Jun Li
Li Jun Li (Shanghai, 6 november 1983) is een in China geboren en tot Amerikaanse genaturaliseerde actrice.

## Biografie
Li werd geboren in Shanghai en emigreerde via Bogota in 1992 naar New York. Zij spreekt vloeiend Mandarijn, Spaans en Engels. Zij doorliep de high school aan de Fiorello H. LaGuardia High School in Manhattan (New York) en hierna studeerde zij theaterwetenschap aan het college. 
Li begon in 2010 met acteren in de televisieserie Blue Bloods, waarna zij nog meerdere rollen speelde in televisieseries en films. Zij speelde in onder andere Damages (2011-2012) en The Following (2013), en Chicago P.D. (2016). Naast het acteren voor televisie is zij ook actief in het theater, zij speelde eenmaal op Broadway in de rol van Liat in de musical South Pacific (2008-2010). In 2014 werd ze op het Asians On Film Festival bekroond als beste actrice voor haar rol in de korte film Mistress.

## Filmografie

### Films
Uitgezonderd korte films.
- 2025 Sinners - als Grace Chow
- 2022 Babylon - als Lady Fay Zhu
- 2020 Modern Persuasion - als Rebecca Duvalier
- 2015 Ricki and the Flash - als medewerkster nagelstudio
- 2015 Front Cover - als Miao
- 2014 The Humbling - als Tracy
- 2014 Song One - als journaliste van James Forester
- 2013 Casse-tête chinois - als Nancy
- 2013 Hatfields & McCoys - als Cara Quo
- 2012 Freestyle Love Supreme - als Danielle
- 2012 Americana - als Eloise Russell

### Televisieseries
Uitgezonderd eenmalige gastrollen.
- 2021-2023 Sex/Life - als Francesca - 6 afl.
- 2019-2022 Evil - als Grace Ling - 6 afl.
- 2022 Devils - als Wu Zhi - 6 afl.
- 2019 Why Women Kill - als Amy Grove - 3 afl.
- 2019 Wu Assassins - als Jenny Wah - 9 afl.
- 2017 The Exorcist - als Rose Cooper - 10 afl.
- 2016-2017 Quantico - als Iris Chang - 12 afl.
- 2017 Blindspot - als dr. Karen Sun - 6 afl.
- 2015-2016 Chicago P.D. - als agente Julie Tay - 5 afl.
- 2015-2016 Billy & Billie - als Denise - 9 afl.
- 2015 Minority Report - als Akeela - 10 afl.
- 2013 The Following - als Meghan Leeds - 4 afl.
- 2011-2012 Damages - als Maggie Huang - 12 afl.
- 2011 One Life to Live - als Gothic Vegas kapel assistente - 2 afl.

1. ↑  (en) Bron geboortegegevens